# Lommersweiler
Lommersweiler is een dorp in de Belgische provincie Luik en een deelgemeente van de stad Sankt Vith. Het was een zelfstandige gemeente tot aan de gemeentelijke herindeling van 1977.

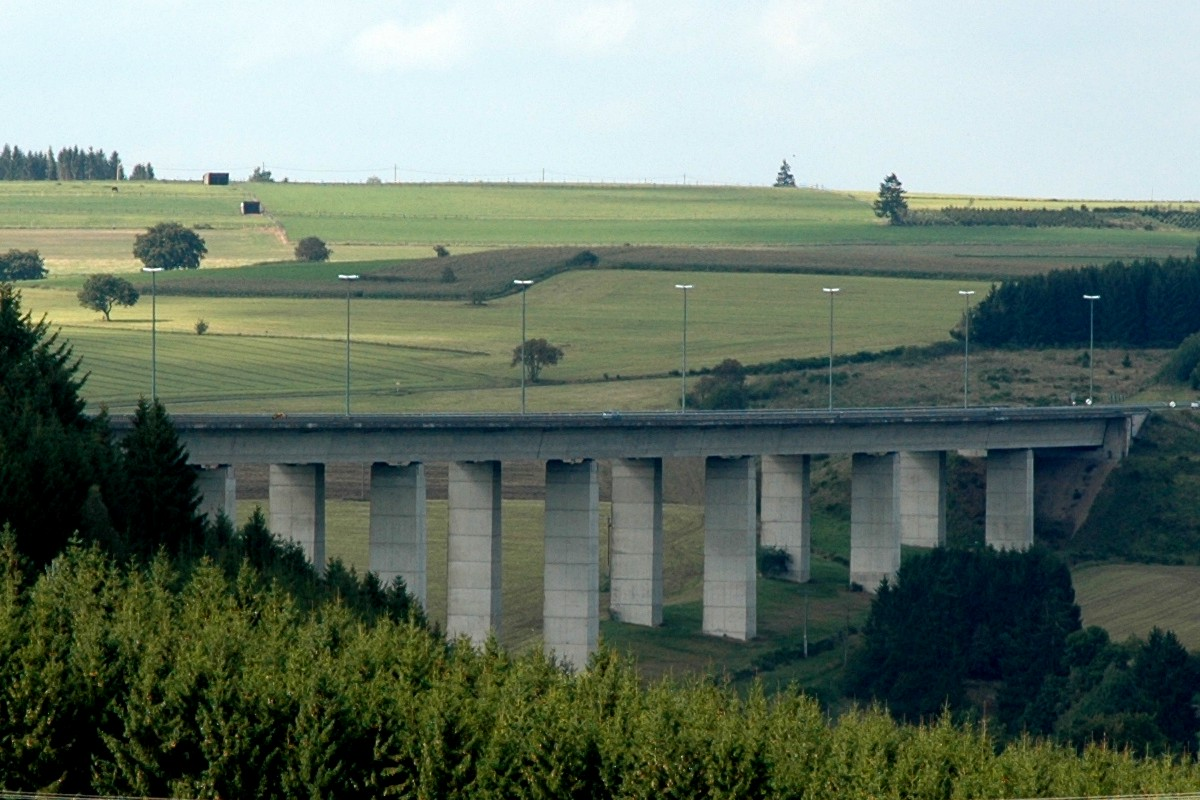
De A27 over de Ourdalbrug

## Kernen
Tot de deelgemeente Lommersweiler behoren de kernen Alfersteg, Atzerath, Breitfeld, Galhausen, Heuem, Neidingen, Schlierbach, Setz, Steinebrück, Weppeler en Wiesenbach.

## Geschiedenis
De omgeving was al door de Kelten en later door de Romeinen bewoond. Vermoedelijk liep de Via Mansuerisca (van Maastricht naar Trier) door dit gebied.
De oorsprong van het huidige dorp is niet bekend, maar in 1327 werd ene Theodorich von Lummerswilre vernoemd, die burchtheer van Reuland was. Het gebied behoorde toen tot het graafschap Vianden en van 1405 (of 1417) tot het huis Nassau. Zo kwam het in 1433 aan de Bourgondische Nederlanden en vervolgens aan de Spaanse Nederlanden.
In 1795 kwam het aan het Franse departement Ourthe en in 1800 werd Lommersweiler, samen met een aantal naburige dorpen, een zelfstandige gemeente. In 1815 kwam het gebied aan Pruisen, later Duitsland, en in 1920 werd het Belgisch.
In 1977 werd de gemeente Lommersweiler als deelgemeente opgenomen in de fusiegemeente Sankt Vith.

## Demografische ontwikkeling
- Bronnen:NIS, Opm:1831 tot en met 1970=volkstellingen, 1976= inwoneraantal op 31 december

## Bezienswaardigheden
- Sint-Willibrorduskerk

## Politiek
Lommersweiler had een eigen gemeentebestuur en burgemeester tot de fusie van 1977. Burgemeesters waren:
- 1920-1932 : Johann Schnitt
- 1932-1940 : Jakob Jodocy
- 1945-1964 : Jakob Jodocy
- 1965-1970 : Anton Mersch
- 1971-1976 : Christoph Backes

## Verkeer en vervoer
Het voormalig station Lommersweiler bevond zich langs de Vennbahn, met een aftakking naar Duitsland (spoorlijn 46). Het station sloot in de jaren 50.

## Nabijgelegen kernen
Neidingen, Maspelt, Steinebrück